# محتوى البرقيات الدبلوماسية الأمريكية المسربة (السعودية)
قامت ويكيليكس بتسريب الكثير من البرقيات الدبلوماسية الأمريكية التي تتعلقُ بالسعودية. بدأت التسريبات في 28 تشرين الثاني/نوفمبر عام 2010 على يد أعضاءٍ من ويكيليكس وقد شملت التسريبات وثائق سرية مفصلة عبارة عن برقيات دبلوماسية بين وزارة خارجية الولايات المتحدة الأمريكية وبعثاتها الدبلوماسية حول العالم.

## دعم مالي لجماعات إرهابية
يزعم الدبلوماسيون أن المانحين السعوديين هم الممولون الرئيسيون للجماعات المسلحة غير الحكومية مثل القاعدة وطالبان ولشكر طيبة. غالبًا ما يأتي المتشددون الذين يبحثون عن تبرعات خلال مواسم الحج والعمرة ورمضان. كانت أبرز الشواغل للمسؤولين في السفارة الأمريكية في الرياض هو حماية حقول النفط السعودية من هجمات تنظيم القاعدة. ومما أثار فزع السلطات السعودية، إعراب حوالي 80% من المساجد في السعودية عن تأييدها أسامة بن لادن بعد أحداث 11 سبتمبر 2001 مباشرة.

## علاقات السعودية الخارجية

### السعودية الأفغانية
زار الرئيس الأفغاني كرزاي المملكة العربية السعودية في الفترة من 2 إلى 3 فبراير، على الرغم من أنه كان أكثر ثراءً من حيث الأهمية الرمزية، إلا أنه كان علامة على أن العلاقات السعودية الأفغانية الفاترة قد تزداد أخيرًا. أعلنت السعودية عن حزمة مساعدات بقيمة 150 مليون دولار لإعادة الإعمار في أفغانستان. ومع ذلك، لا يزال السعوديون لديهم مخاوف بشأن الفساد الأفغاني ويعتقدون أن التوحد السياسي لمجتمع البشتون أمر ضروري. إن رغبتهم الواضحة في التقليل من أهمية زيارة كرزاي، قد تشير أيضًا إلى رغبة الملك عبد الله في الحفاظ على مسافة معينة والحفاظ على مصداقيته كوسيط محتمل للمصالحة. وصف وزير الخارجية، الأمير تركي الفيصل، أفغانستان بأنها "لغز"، حيث كان تأسيس الثقة مع القادة الأفغان، والاعتراف بالروابط بين باكستان وطالبان، مفتاح النجاح. يجب أن تكون جميع المساعدات المالية للحكومة الأفغانية مشروطة، ويجب تحديد معايير للقيادة، ويجب حجز المساعدات حتى يتم الوفاء بها ".

### السعودية الخليجية
تحاول المملكة العربية السعودية عرقلة المشاريع التعاونية بين أعضاء مجلس التعاون الخليجي الآخرين. علاوة على ذلك، فإن السعوديين يعرقلون مشروع الجسر المقترح بين قطر والإمارات العربية المتحدة ومشروع خط أنابيب الغاز المقترح بين قطر والكويت. يحصل الكويتيون الآن على الغاز من الإيرانيين. إن مشروع الجسر بين قطر والإمارات، عندما يتصل بجسر قطر والبحرين المخطط له، سيسهل إلى حد كبير السفر بين الدول الثلاث؛ مما يلغي الحاجة إلى المرور عبر السعودية.

### السعودية الإيرانية
قطع رأس الأفعى الإيراني
حث العاهل السعودي الملك عبد الله مرارًا وتكرارًا الولايات المتحدة على مهاجمة المنشآت النووية الإيرانية. في أحد البرقيات الدبلوماسية، قال الملك عبد الله إنه كان من الضروري «قطع رأس الأفعى»، في إشارة إلى البرنامج النووي الإيراني. وقد اتهم السفير الباكستاني لدى السعودية، علي شرزاي روسيا بـ «الدعم الكامل للبرنامج النووي الإيراني»، مضيفًا أن جميع الطوائف الشيعية في المنطقة دعمت هذا البرنامج.
لا للتدخل الإيراني في الشؤون العربية
جرى نقاش ساخن بين وزير الخارجية الإيراني السابق منوشهر متكي والملك السعودي عبد الله بن عبد العزيز آل سعود، أشار فيه إلى تدخل إيران في الشؤون العربية، وقال: "عندما أعترض الملك التدخل الإيراني في شؤون حماس، احتج منوشهر متكي بأن" هؤلاء مسلمون". "لا، عرب" رد الملك، " أنت كالفرس ليس لديك أي تدخل تجاري في الشؤون العربية." وقال الملك إن الإيرانيين أرادوا تحسين العلاقات وأنه أجاب من خلال إعطاء متكي إنذاراً. "سأعطيك سنة واحدة" (لتحسين العلاقات)، "بعد ذلك، ستكون هي النهاية."
رفض التفوق الإيراني
أكد الملك عبد الله أن "إيران تحاول إنشاء منظمات شبيهة بحزب الله في الدول الإفريقية، الإيرانيون لا يعتقدون أنهم يرتكبون أي شيء خاطئ ولا يعترفون بأخطائهم". وقال عبد الله "إنه سيفضل أكبر هاشمي رفسنجاني في الانتخابات الإيرانية، لو خاض الانتخابات". ووصف إيران بأنها ليست "جارًا يريد المرء رؤيته"، وإنما وصفها "بالجار الذي يريد المرء تجنبه". وقال إن الإيرانيين "يطلقون الصواريخ على أمل وضع الخوف في الناس والعالم. إن حل الصراع العربي الإسرائيلي سيكون إنجازًا رائعًا، لكن إيران ستجد طرقًا أخرى لإثارة المتاعب. وقال "لا شك في أنه لا يوجد شيء غير مستقر عنها". ووصف إيران بأنها "مغامرة بالمعنى السلبي"، وأعلن "قد يمنعنا الله من الوقوع ضحية لشرهم". قدم متكي دعوة للملك عبد الله لزيارة إيران، لكن عبد الله قال: "كل ما أريده هو أن تنجينا من شرك". تلخيصًا لتاريخه مع إيران، خلص عبد الله إلى القول: "لقد كانت لدينا علاقات صحيحة على مر السنين، ولكن خلاصة القول هي أنه لا يمكن الوثوق بها".
الطموحات النووية الإيرانية شريرة
خلال لقائه بالسفيرين الهولندي والروسي في الرياض، حذر وكيل وزارة الخارجية الأمير تركي الكبير للشؤون المتعددة الأطراف بوزارة الخارجية من أنه «إذا حاولت إيران إنتاج أسلحة نووية، فستضطر دول أخرى في منطقة الخليج إلى فعل الشيء نفسه أو السماح بنشر الأسلحة النووية في الخليج لتكون رادعا للإيرانيين.» كما أثار الأمير تركي مخاوف من أن«الولايات المتحدة سوف تتفاوض على صفقة كبيرة مع إيران دون التشاور مع السعودية هو مصدر قلق لنا سمعت السعودية في كثير من الأحيان في الأسابيع الأخيرة، وتشعر السعودية بالقلق إزاء المفاعل الروسي الصنع في بوشهر، وقد يؤدي تسرب من مصنع في ذلك الموقع إلى إحداث كارثة بيئية في السعودية، مشيرة إلى أنه يقع على بعد أقل من 300 كيلومتر من الشواطئ السعودية، عبر المياه المفتوحة». أجاب السفير الروسي غيبينفيش بأن إيران تريد تخصيب اليورانيوم لأنها تخشى أن تتعرض للهجوم من قبل إسرائيل أو الولايات المتحدة وأيضًا علامة على رغبة إيران في «تفوقها» في المنطقة. تدخل الأمير تركي قائلاً: «لا يمكننا قبول التفوق الإيراني في المنطقة. نحن بخير مع الطاقة النووية وتحلية المياه، ولكن ليس مع التخصيب». قال إن احتمال التخصيب الإيراني يثير أسئلة مقلقة حول دوافعهم للقيام بذلك: «إنهم لا يحتاجون إليها!»

### السعودية العراقية
الحكومة العراقية حذرة من السعودية
تعتبر الحكومة العراقية أن السعودية بدلاً من إيران تشكل «أكبر تهديد لسلامة وتماسك دولتهم الديمقراطية الناشئة». وجاء في برقية صادرة في سبتمبر 2009، أن «الاتصالات العراقية تقيّم أن الهدف السعودي (ومعظم الدول العربية السنية الأخرى، بدرجات متفاوتة) هو تعزيز النفوذ السني، وتخفيف هيمنة الشيعة وتعزيز تشكيل حكومة عراقية ضعيفة ومكسورة».
السعودية تقاوم النفوذ الشيعي العراقي
علاوة على ذلك، ضغط السعوديون على الكويت للتراجع عن الاتفاقات الأولية مع العراق بشأن القضايا التي تعود إلى عهد صدام. كما عارضت السعودية خطة قطر والبحرين للسعي إلى علاقات أفضل مع العراق.
وفقًا للدبلوماسيين الأمريكيين، مثل الإيرانيين، لم يتردد السعوديون في استخدام أموالهم ونفوذهم السياسي داخل العراق.
تقيّم الاتصالات العراقية أن الهدف السعودي وهدف معظم الدول العربية السنية الأخرى، بدرجات متفاوتة، هو تعزيز النفوذ السني، وتقليص الهيمنة الشيعية وتعزيز تشكيل حكومة عراقية ضعيفة.
يستخدم السعوديون أموالهم وقوتهم الإعلامية من خلال القنوات الفضائية مثل العربية والشرقية وغيرها من وسائل الإعلام المختلفة التي يسيطرون عليها أو يؤثرون عليها لدعم تطلعاتهم السياسية السنية وممارسة نفوذهم على الجماعات القبلية السنية ومواجهة المجلس الأعلى الإسلامي العراقي بقيادة الشيعة والائتلاف الوطني العراقي.
الغزو الأمريكي أعطى العراق لإيران
في اجتماع مع مستشار مكافحة الإرهاب في البيت الأبيض جون برينان، صرح العاهل السعودي الملك عبد الله أن «البعض يقول إن الغزو الأمريكي سلم العراق لإيران على طبق من فضة، وهذا بعد أن حاربنا صدام حسين».
لا أمل لنوري المالكي
صرح كل من الملك عبد الله ووزير الخارجية السعودي الأمير سعود بن فيصل والأمير مقرن بأن الحكومة السعودية لن ترسل سفيرًا إلى بغداد أو تفتح سفارة هناك في المستقبل القريب، مستشهدين بأسباب أمنية وسياسية تدعم هذا الموقف. صرح العاهل السعودي بأنه لا يثق في نوري المالكي لأن رئيس الوزراء العراقي «كذب» عليه في الماضي بوعده باتخاذ بعض الإجراءات ثم لم يقم بها. لم يحدد الملك ما يمكن أن تكون عليه هذه الوعود المزعومة. وكرر رأيه الذي سمع كثيرًا أن المالكي يحكم العراق نيابة عن طائفته الشيعية بدلاً من جميع العراقيين. عبر الملك عبد الله عن استيائه من نوري المالكي بقوله إنه لا يثق به ويصفه بأنه «عميل إيراني». اقترح كل من الملك والأمراء أن الحكومة السعودية قد تكون على استعداد للنظر في تقديم المساعدات الاقتصادية والإنسانية للعراق في المراحل الأولية التي تتراوح بين 75 و 300 مليون دولار.

### السعودية الإسرائيلية
إسرائيل تسعى إلى صفقة الطائرات الأمريكية للسعودية
خلال الجلسة التنفيذية للمجموعة العسكرية السياسية الأربعين المشتركة، عبر الإسرائيليون عن قلقهم للأمريكيين بشأن بيع الولايات المتحدة للطائرات من طراز إف- 15 إيغل إلى السعودية. علاوة على ذلك، شعر الإسرائيليون بالقلق لأن هذه الطائرات يمكن أن تتمركز في مطار تبوك في الركن الشمالي الغربي من السعودية، بالقرب من الحدود الإسرائيلية.
طموحات دول الخليج النووية تقلق إسرائيل
قال رئيس الموساد الإسرائيلي مئير داغان في اجتماع مع وكيل وزارة الخارجية الأمريكية إن «دول الخليج والسعودية قلقة بشأن الأهمية المتزايدة لإيران وتأثيرها عليها. إنهم يتخذون الاحتياطات، ويحاولون زيادة قدراتهم الدفاعية العسكرية.» وحذر داغان من أن هذه الدول لن تكون قادرة على التعامل مع كمية أنظمة الأسلحة التي تنوي الحصول عليها:«إنهم لا يستخدمون الأسلحة بشكل فعال.»

### السعودية الباكستانية
السعوديون يلعبون دور مهم في باكستان
وفقًا لمجلة التايم، تكشف البرقيات الدبلوماسية أن «السعوديين اعتادوا لفترة طويلة على لعب دور مهم في شؤون باكستان». تفاخر السفير السعودي لدى الولايات المتحدة عادل الجبير بمشاركة السعودية في الشؤون الباكستانية، قائلًا: «نحن في المملكة العربية السعودية لسنا مراقبين في باكستان، نحن مشاركون».
الاحتقار السعودي لزرداري
تكشف البرقيات الدبلوماسية أيضًا أن السعوديين لم يعجبهم أبدًا حزب الشعب الباكستاني الذي يهيمن عليه الشيعة ويشكون من "فساد وعدم كفاءة" الرئيس الباكستاني وتشير إلى وجود تحيز سعودي ضد زرداري باعتباره شيعيًا ودودًا مع إيران. وفقًا لبرقية أُرسلت في أكتوبر 2008، بعد فترة وجيزة من الانتخابات الرئاسية الباكستانية لعام 2008، قال نائب رئيس البعثة الباكستانية سارفراز خانزادا إن المساعدات المالية السعودية لباكستان قد انخفضت بشدة بسبب "عدم وجود ثقة سعودية بحكومة زرداري". صرح خانزادا برأيه بأن "الحكومة السعودية بدت وكأنها تنتظر سقوط حكومة زرداري". وصف الملك السعودي عبد الله الرئيس آصف علي زرداري رئيس باكستان بأنه أكبر عقبة أمام تقدم البلاد. قال: "عندما يفسد الرأس"، فإنه يؤثر على الجسم كله ".
نواز شريف صديق المملكة العربية السعودية
كان العاهل السعودي الملك عبد الله يفضل رؤية باكستان تحت إدارة رئيس الوزراء السابق نواز شريف، وقد خفض عن المساعدات السعودية لباكستان للتعجيل بهذا الاحتمال. نواز "يعيش عمليا" في المملكة العربية السعودية، حتى أنه كان يفضل الصلاة في مكان مخصص محجوز في المسجد النبوي في المدينة المنورة. وأيضًا لأن ابنة نواز متزوجة من حفيد الملك فهد وبهذا"أصبح عضوًا في العائلة المالكة السعودية. محمد أمير كان السعوديون يحثون القادة المدنيين الباكستانيين على العمل معًا، ولكن" التسوية بدت غريبة على السياسيين الباكستانيين".
المملكة العربية السعودية والإمارات العربية المتحدة تمولان التطرف في محافظة البنجاب
من المنظمات الخيرية التبشيرية والإسلامية وبدعم مباشر من الحكومات في المملكة العربية السعودية والإمارات العربية المتحدة، كان ما يقرب من 100 مليون دولار أمريكي في طريقها سنويًا إلى رجال الدين في المدارس الواقعة في الجزء الجنوبي من مقاطعة البنجاب في باكستان. يتم تعزيز شبكة من المساجد والمدارس الدينية الديوبندية والوهابية من خلال تدفق الأعمال الخيرية التي وصلت في الأصل إلى منظمات مثل جماعة الدعوة ومؤسسة الخدمت. كما يتم منح بعض المبالغ لرجال الدين من أجل توسيع هذه الطوائف. علاوة على ذلك، سيتلقى الأطفال الذين يتم تجنيدهم تلقينًا معينًا بما في ذلك التطرف الطائفي، والكراهية لغير المسلمين، والفلسفة الحكومية المناهضة للغرب / المعادية لباكستان، ويتم تشجيعهم على الجهاد.
باكستان والسعودية «علاقة فريدة»
في اجتماع مع وزير الداخلية السعودي، الأمير محمد بن نايف، أكد ريتشارد هولبروك الممثل الخاص الأمريكي السابق لأفغانستان وباكستان، أن «رغبة الولايات المتحدة في تعاون قوي ونهج أمريكي / سعودي مشترك تجاه باكستان على أساس المساعدة الاقتصادية، وتشجيع التعاون بين الفصائل السياسية الباكستانية، وتحويل الجيش الباكستاني لخوض حرب مكافحة التمرد.» أشار الأمير محمد بن نايف إلى أن السعوديين ينظرون إلى الجيش الباكستاني باعتباره أقوى عنصر للاستقرار في البلاد. تشترك الولايات المتحدة والسعودية في الرأي القائل إنهما قد يكونان قادرين على العيش مع درجة من عدم الاستقرار في أفغانستان، ولكن ليس مع باكستان غير مستقرة، بسبب الأسلحة النووية الباكستانية والسياسة الهشة والعلاقة مع الهند. من الواضح أن المملكة العربية السعودية لها علاقة «فريدة» مع باكستان، وأشار إلى أن أكثر من 800,000 باكستاني يعيشون ويعملون في المملكة العربية السعودية. كانت المملكة العربية السعودية ذات أهمية خاصة لنواز شريف، السياسي الأكثر شعبية في باكستان. كانت هذه أسباب أن ما حدث في باكستان كان مصدر قلق مباشر لكل من الولايات المتحدة والمملكة العربية السعودية. لا تستطيع الولايات المتحدة ولا المملكة العربية السعودية السماح لباكستان بالانهيار.
تركيا تعتبر الإجابة على النفوذ السعودي في باكستان
أعربت السفيرة الأمريكية السابقة في باكستان،أنّ دبليو باترسون، عن رأيها بأن «تركيا تعتبر جوابًا على نفوذ السعوديين في باكستان مع مراعاة ذلك. أعلنت تركيا عن حزمة مساعدات بقيمة 110 ملايين دولار للنازحين داخلياً في وادي سوات في باكستان وكانت الدولة الإسلامية الوحيدة التي تعلن عن مثل هذه الحزمة. تركيا في وضع جيد لتكون نموذجًا أكثر إيجابية للباكستانيين وتحييد التأثير السلبي إلى حد ما على السياسة والمجتمع الباكستاني الذي تمارسه المملكة العربية السعودية.»

### السعودية اللبنانية
اقترح وزير الخارجية الأمير سعود الفيصل على ديفيد ساترفيلد، المستشار الأمريكي الخاص للعراق، أن تقوم قوة عربية تدعمها القوات الجوية الأمريكية وحلف شمال الأطلسي بمحاربة حزب الله في لبنان. أعرب سعود عن مخاوفه من أن فوز حزب الله في بيروت سيعني نهاية حكومة فؤاد السنيورة و «الاستيلاء الإيراني» على لبنان. واتهم قوات الأمم المتحدة في لبنان «بالجلوس دون فعل أي شيء». وصف وزير الإعلام السعودي والسفير السابق في لبنان، عبد العزيز خوجة، حزب الله المدعوم من إيران بالشر.

### السعودية اليمنية
وصف الأمير محمد بن نايف، مساعد وزير الداخلية السعودي، «اليمن كدولة فاشلة خطيرة وأنها مصدر تهديد متزايد للمملكة العربية السعودية لأنها تجتذب تنظيم القاعدة وأن الكثير من اليمنيين كانوا متعاطفين مع تنظيم القاعدة أكثر من الأفغان». وقال أيضًا «الرئيس اليمني صالح يفقد السيطرة، وحدد الإستراتيجية السعودية المتمثلة في اختيار القبائل اليمنية بمشاريع المساعدة».
كانت القبائل الحوثية المتمردة "التكفيرية والشيعية مثل حزب الله الجنوبي"، وكان هذا تهديدًا في جميع أنحاء المملكة العربية السعودية تطلبت الآن اتخاذ إجراء. السعوديون يمولون مشاريع في المناطق القبلية اليمنية حتى يطالب الزعماء القبليون المتطرفين. "

## معاداة الشيعة كسياسة خارجية سعودية
لاحظ المسؤولون العراقيون أن الهيجان ضد الشيعة من الشخصيات الدينية السعودية غالبًا ما يُسمح لها دون موافقة أو رفض من القيادة السعودية، علاوة على ذلك، فإن الإسلام الوهابي السني يتغاضى عن التحريض الديني ضد الشيعة. لقد اعتبر السعوديون العراق تقليديًا حصنًا سنيًا ضد انتشار الشيعة والنفوذ السياسي الإيراني. في أعقاب التفجيرات التي وقعت في المناطق التي يغلب على سكانها الشيعة في جميع أنحاء البلاد في عام 2009 والتي أودت بحياة العشرات، أشار رئيس الوزراء المالكي علنًا إلى أحد هذه التصريحات، الذي أدلى به إمام سعودي في مايو، وقال: «لقد لاحظنا أن العديد من الحكومات قد التزمت الصمت بشكل مثير للريبة حول الفتوى التي تثير قتل الشيعة.»

## «المثلث الشيعي»
جاء في برقية أبريل 2009 أن وزير خارجية الإمارات العربية المتحدة الشيخ عبد الله بن زايد صرح أن هناك "قلق سعودي من وجود مثلث (شيعي) في المنطقة بين إيران وحكومة المالكي في العراق وباكستان تحت رئاسة آصف علي زرداري".

## الدعم السعودي لدولة فلسطينية
خلال زيارة الرئيس الفرنسي ساركوزي للمملكة العربية السعودية، وافق الملك عبد الله على دعم مبادرة أنابوليس لحل النزاع الإسرائيلي الفلسطيني. أخبر عبد الله ساركوزي أنه يجب أولاً حل قضية اللاجئين الفلسطينيين وأنه يجب على الإسرائيليين وقف جميع عمليات بناء المستوطنات في الضفة الغربية. أكد عبد الله أن القدس الشرقية يجب أن تكون عاصمة لدولة فلسطينية وأن هذا الجزء من القدس يجب أن يكون فقط تحت السيطرة العربية.

## معتقلو جوانتانامو
اقترح الملك عبد الله إمكانية مراقبة معتقلي غوانتانامو من خلال «زرع المعتقلين بشريحة إلكترونية تحتوي على معلومات عنهم والسماح بتتبع تحركاتهم باستخدام البلوتوث. تم ذلك مع الخيول والصقور.»

## الرذيلة في المملكة العربية السعودية

### الحياة الليلية
في جدة، على الرغم من هيئة الأمر بالمعروف والنهي عن المنكر، هناك حياة ليلية سرية مستمرة، والتي تشمل "مجموعة كاملة من الإغراءات والرذائل الدنيوية" أي "الكحول" والمخدرات والجنس "و" الفتيات البغايا". على الرغم من أن هذه الحفلات تنتهك تمامًا قوانين هيئة الأمر بالمعروف والنهي عن المنكر، إلا أنهم خائفين من مداهمة هيئة الأمر بالمعروف والنهي عن المنكر، نظرًا لاستضافة هذه الحفلات من قبل الأمراء الشباب من آل سعود، البيت الملكي الحاكم في المملكة العربية السعودية.

### الحفلات الحصرية
لخصت ذي إيكونوميست أوصاف البرقيات لـ "الحفلات الحصرية" في المملكة العربية السعودية، قائلةً، "مسؤول أمريكي في المملكة العربية السعودية يصف الأعراف غير الإسلامية في حفل عيد الهالوين سري، الذي يستضيفه أمير ملكي. كثرت المشروبات الكحولية والبغايا في هذا الحدث الذي حضره أكثر من 150 سعوديًا. أبقى المضيف هيئة الأمر بالمعروف والنهي عن المنكر المخيفة بعيدًا. وخلص الكاتب إلى أن هذه الحفلات كانت على نحو متزايد في المملكة.

## الرقابة والدعاية
وفقًا لبرقية مايو 2009، «يوفر النظام التنظيمي السعودي لنظام آل سعود وسيلة للتلاعب بوسائل الإعلام في البلاد لتعزيز أجندتها الخاصة»، ولا يتم التسامح مطلقًا مع نقد نظام آل سعود. جميع وسائل الإعلام الرئيسية في المملكة العربية السعودية - مثل جريدة الوطن، الحياة، والشرق الأوسط، وشبكات التلفاز المجانية، مثل مركز تلفزيون الشرق الأوسط وروتانا - مملوكة ويسيطر عليها النظام السعودي، وبالتالي فإن الرقابة الذاتية هي يومية - الذي «يحفزه الربح والسياسة». يُنظر إلى الإيديولوجيات الموالية للغرب في هذه الصحف والبرامج الأمريكية - مثل فريندز، وربات بيوت يائسات، والعرض المتأخر مع ديفيد ليترمان وأفلام هوليود - على أنها ترياق للأفكار الدينية المتطرفة في تجنيد الإرهابيين، وخاصة المراهقين الشباب، بسبب المجموعات السكانية المستهدفة لهذه البرامج.

## إنتاج النفط
كشفت البرقيات أن سداد الحسيني حذر الولايات المتحدة، وهو أحد كبار المسؤولين التنفيذيين في الحكومة السعودية من النفط، من أن احتياطات النفط في السعودية مبالغ فيه بما يصل إلى 300 مليار برميل (40% من الاحتياطي المطالب به). لذلك لا يمكن للمملكة العربية السعودية أن تمنع ارتفاع سعر النفط.

## ملخص
تتلخص التفاصيل المهمة للبرقيات الدبلوماسية للولايات المتحدة الأمريكية بخصوص السعودية بما يلي:
- السعودية اقترحت في مايو 2008 تشكيل قوة عسكرية عربية بدعم من أمريكا والأمم المتحدة وحلف الناتو لمواجهة حزب الله.[45]
- العاهل السعودي عبد الله بن عبد العزيز حث أمريكا مرارا على «قطع رأس الافعى» قاصدا بها برنامج إيران النووي.[46]
- متبرعون من السعودية هم الداعمون الرئيسيون للجماعات الارهابية مثل القاعدة وطالبان ولشكر طيبة. دول أخرى عربية قيل أنها مصدر تمويل هي الإمارات وقطر والكويت.[47][48]
- أظهرت وثيقة أن السعودية «اعتادت لفترة طويلة بلعب دور كبير في شؤون باكستان»[49] وقال سفير المملكة لأمريكا عادل الجبير «نحن في السعودية لسنا مراقبون لشؤون باكستان بل مشاركون».[50] وذكرت وثيقة أخرى أن السعودية تكره الزرداري لأنه شيعي المذهب[51]
- تقام حفلات في مدينة جدة في بيوت امراء من آل سعود ويتمتع الحاضرون بها بالخمور والمخدرات والزنا وان اتباع الهيئة يخشون التدخل لان حضور هذه الحفلات هم من أو لهم علاقة بالعائلة المالكة.[52][53]
- ان النظام القانوني يسمح للدولة بالتلاعب بوسائل الاعلام للترويج لاجندتها الخاصة وان الاعلام حر ما لم ينتقد آل سعود أو يكشف الفساد الحكومي. كل وسائل الاعلام الرئيسية مثل الوطن والحياة والشرق الأوسط وإم بي سي وروتانا تابعة للحكومة وبالتالى فان الرقابة الذاتية هو الامر المعتاد. الفكر والاديلوجيا الداعم للغرب في هذه الوسائل والبرامج مثل فريندز واوبرا وربات بيوت يائسات وافلام هوليوود تعتبر عاملا مضادا للفكر الإرهابي والمتطرف.[54]
- نفس الوثيقة تتحدث عن لقاء بين شخصيتين امريكيتين في إحدى مقاهى ستاربكس بجدة ويقول احدهما «ان الحكومة هي التي تدعم هذا الانفتاح وترى انها مضادة للفكر المتطرف» و«ان الحرب الفكرية هي السائدة هنا والاعلام الأمريكي عبر قنوات مثل إم بي سي وروتانا تكسب فكر المواطن العادى بطريقة لم تتمكن الحرة أو وسائل البروباغندا الأمريكية الأخرى من فعلها» واضاف «السعوديون الآن مهتمون جدا بالعالم الخارجي والجميع يريد ان يدرس في أمريكا ان استطاع. انهم مولعون بالثقافة الأمريكية إلى حد غير معهود».[55]
- مخصصات أمراء آل سعود كلفت خزينة الدولة ملياري دولار في سنة 1996م وحدها.[56] فأبناء عبد العزيز يتقاضون شهرياَ: مليون ومئه وخمسة وعشرون ألف ريال وأحفاد عبد العزيز يتقاضون شهرياَ: مئة وإثنى عشر ألف وخمسين ريال وأبناء الأحفاد يتقاضون شهرياَ: ثمانية وأربعون ألف وسبعمئة وخمسون ريال وأحفاد الأحفاد يتقاضون شهرياَ: ثلاثين ألف ريال.[57]